# Deli Tua (Deli Tua)
Deli Tua is een bestuurslaag in het regentschap Deli Serdang van de provincie Noord-Sumatra, Indonesië. Deli Tua telt 12.748 inwoners (volkstelling 2010).